# Чарус (река)
Чарус — река в России, протекает по Томской области. Устье реки находится в 246 км по левому берегу реки Парабель. Длина реки составляет 105 км, площадь водосборного бассейна 636 км².

## Притоки
- Пёрная
- 25 км: река Вилянга
- Ершовка 1-я
- Ершовка 2-я
- Глухарка
- 77 км: река Осиновка
- Малый Чарус

## Данные водного реестра
По данным государственного водного реестра России относится к Верхнеобскому бассейновому округу, водохозяйственный участок реки — Обь от впадения реки Кеть до впадения реки Васюган, речной подбассейн реки — Кеть. Речной бассейн реки — (Верхняя) Обь до впадения Иртыша.